# 208
208 је била преступна година.

## Догађаји
- Битка код Јиангкиа: Сун Куан побеђује Хуанг Зу.
- Конески вођа Цао Цао маршира на југ са својом војском и зароби непријатељску флоту код Јианглинга.
- Битка код Чангбана: Ратни вођа Ли Беј бежи од Цао Цаоа.
- Џоу Ју и Лиу Беј побеђују Цао Цаоа у бици на Црвеним литицама; заједно са битком код Јамена и битком на језеру Појанг. Ово је једна од највећих поморских битака у историји Кине.
- Партски краљ Вологас VI наследио је свог оца Вологаса V на престолу. Његов брат Артабан V почиње побуну против њега у Партском царству.
- Ардашир I, владар Истахра (Персија), устаје против свог брата и оснива династију Сасанида.
- Марко Аурелије Антонин Август и његов брат Публије Септимије Гета Цезар постају римски конзули.
- Цар Септимије Север предводи експедицију (20.000 људи) у Британију, прелази Хадријанов зид и креће се кроз источну Шкотску. Римска војска потискује Каледонце назад до реке Теј и Север потписује мировни споразум. Он поправља Антонинов зид (његове поправке се понекад називају Северанским зидом).
- Британија је подељена: на северу се Доњом Британијом (Британниа Инфериор) управља из тврђаве у Ебуракуму (савремени Јорк), а на југу Горњом Британијом (Британниа Супериор) контролишу легије у Дева Виктриксу (Честер) и Иска Августа (Керлеон Лондиниум) са престоницом у Лондинијуму.

## Рођења
- 1. октобар — Александар Север, римски цар (у. 235)